# Marta Moretto
Marta Moretto (Padova, ...) è un mezzosoprano italiano.

## Biografia
Laureata al Conservatorio "Cesare Pollini", nella sua città natale, la Moretto ha debuttato nel 1990, nel ruolo di Maddalena in Rigoletto, a Città del Messico. È apparsa a Berlino (Requiem di Verdi, 1990), a Lucca (Santuzza in Cavalleria rusticana e Suzuki in Madama Butterfly, 1991), a Venezia (in Turandot di Busoni, diretta da Achim Freyer, 1994 e Zia Principessa in Suor Angelica, 1996 ), a Savona (Azucena ne Il trovatore, 1995), Rouen (Ulrica ne Un ballo in maschera, 1996), a Marsiglia e Lione (Fenena in Nabucco, 1996), a Parma (Ortrud in Lohengrin, 2000 e Rigoletto, 2001), e a Messina (Leokadja Begbick in Ascesa e caduta della città di Mahagonny, 2001). 
Nel 2001, in occasione del centenario della morte di Giuseppe Verdi, la Moretto ha cantato Amneris, in Aida, a Pavia, Pisa, Rovigo e Trento. Nel 2003, il suo debutto tedesco ha avuto luogo nel ruolo del titolo nella Carmen di Bizet, assieme al Don José di Fernando del Valle, in una produzione della Loreley Klassik al Balver Höhle. Ha anche cantato a Seul e Monte-Carlo. A Roma, nel 2009, ha cantato in Iphigénie en Aulide, diretta da Riccardo Muti, e in Pelléas et Mélisande (nel ruolo di Geneviève), prodotta da Pierre Audi. 
Nel 1993, la Moretto ha registrato il ruolo della Princesse de Bouillon, in Adriana Lecouvreur, al fianco di Magda Olivero nella parte della protagonista. Estratti dalla registrazione sono stati pubblicati dall'etichetta Bongiovanni.